# 書記官
書記官（英語：clerk of the court）是法庭中負責紀錄审判、審核文書等事務處理的人員，一般屬於公務員。在有陪審團制度的地區，書記官還會負責陪審員的宣誓事宜；另外有些國家的檢察機關也會配有書記官。書記官在法庭中的位置一般是位於法官之下、兩造当事人的前方，於偵查庭時是配置在檢察官旁邊。

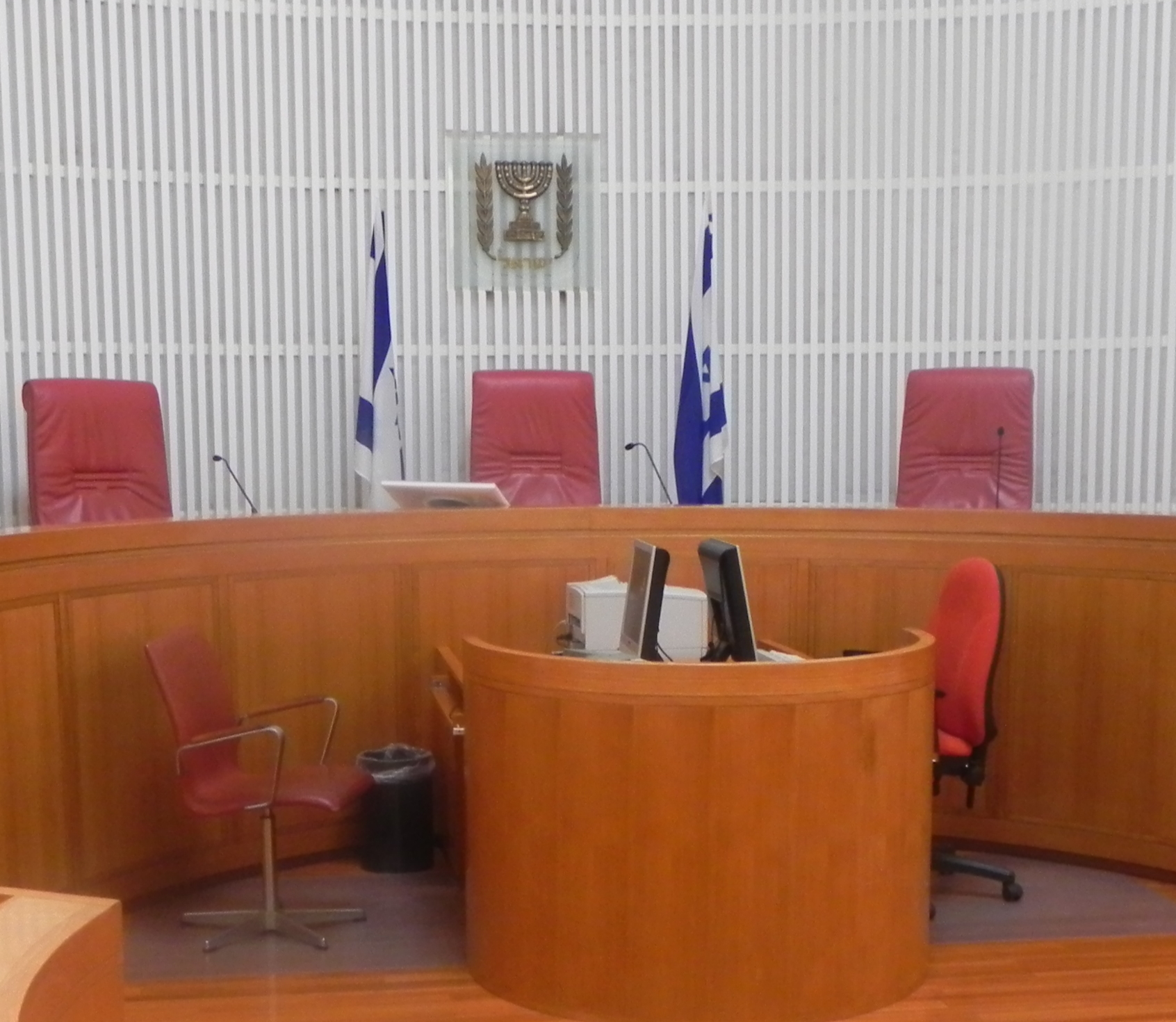
以色列最高法院法庭書記官的位置。上方法檯的三個座位是法官的位置，下方兩個座位則為書記官。

## 各地情況

### 中華民國（臺灣）
書記官除法庭活動記錄外，另外還要處理結案、文書送達、歸檔等行政事務，或其他法官、檢察官所交辦之與案件有關事務辦理，案件偵查或審理時，當事人不可接觸法官、檢察官，故若有案件問題詢問，僅得以與書記官聯絡。